# Барклаевская улица
Баркла́евская улица — улица в Московском районе Санкт-Петербурга. Проходит от Лиговского проспекта в сторону соединительной линии Октябрьской железной дороги.

## История
Первоначально с 1908 по 1936 годы носила название Болдыревская улица (вдоль соединительной линии железной дороги), дано по фамилии домовладельца купца А. А. Болдырева. Параллельно с 1917 года появляется название Барклаевский проспект, в честь М. Б. Барклая-де-Толли, русского полководца, генерал-фельдмаршала, героя Отечественной войны 1812 года. К концу 1950-х годов продлена на север до Лиговского проспекта и на юг до Заставской улицы. В 1960-е годы название перешло на Таращанскую улицу, а старый участок упразднён.
Таращанская улица (от Лиговского проспекта до соединительной линии Октябрьской железной дороги) первоначально с 1908 года носила название Яновская улица, по фамилии домовладельца. Параллельно с 1917 года появляется название Таращанская улица по городу Тараща Киевской области Украины. Некоторое время оба названия существовали параллельно, пока 10 сентября 1935 года официально не было закреплено второе название. В 1960-е годы на данный проезд перешло название Барклаевская улица. Тогда же был закрыт участок у железной дороги.